# 政党・尊命
政党・尊命（たける）は、かつて存在した日本の政治団体。現在は事実上活動を行っていない。

## 概要
2001年6月、千葉県知事選挙での党の方針に反対して民主党から離党した衆議院議員の田中甲が設立した。所属議員が1名だったため、院内では無所属扱いだったが、2003年8月に、無所属の山村健（2002年に民主党を除籍された）が入党。院内会派としての尊命が結成された。9月には会派名を「フロンティア」に改称した。
同年11月の総選挙に山村は出馬せず引退。ただ1人出馬した田中が落選して以降の所属国会議員はなく、田中は2009年にみんなの党への合流を表明。これに伴い、尊命は事実上の消滅状態となっている。

## 党史
- 2001年
  - 6月　「政党・尊命」結成。
- 2003年
  - 8月8日　山村健入党により、衆院院内会派「尊命」結成。
  - 9月16日　会派名を「フロンティア」に変更。
  - 11月　第43回衆議院議員総選挙に山村が出馬せず引退。田中が千葉5区から出馬し落選。所属議員数がゼロになり会派消滅。
- 2009年
  - 7月4日 代表の田中が自民党を離党した渡辺喜美らが立ち上げた政治団体・国民運動体 日本の夜明け（のちのみんなの党の母体）への合流を表明。これに伴い、尊命は事実上の消滅。